# Kanka (Musiker)

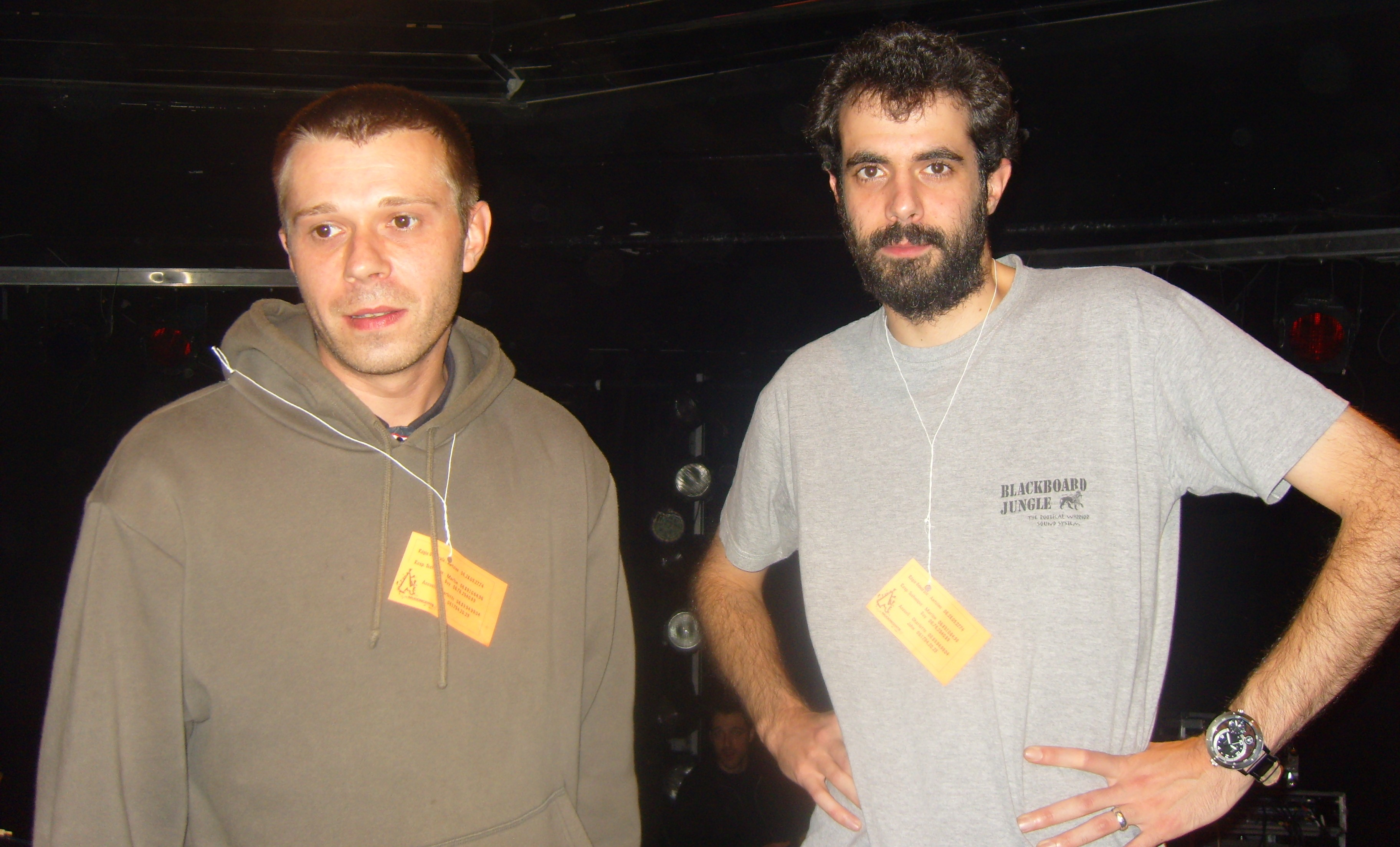
Kanka (links), Chris B (rechts), Villard-de-Lans 2009

Kanka (* 1977 als Alexis Langlois) ist ein französischer Dub-Musiker aus Rouen. Der Name Kanka stammt aus dem Türkischen und bedeutet Kumpel oder bester Freund.

## Karriere

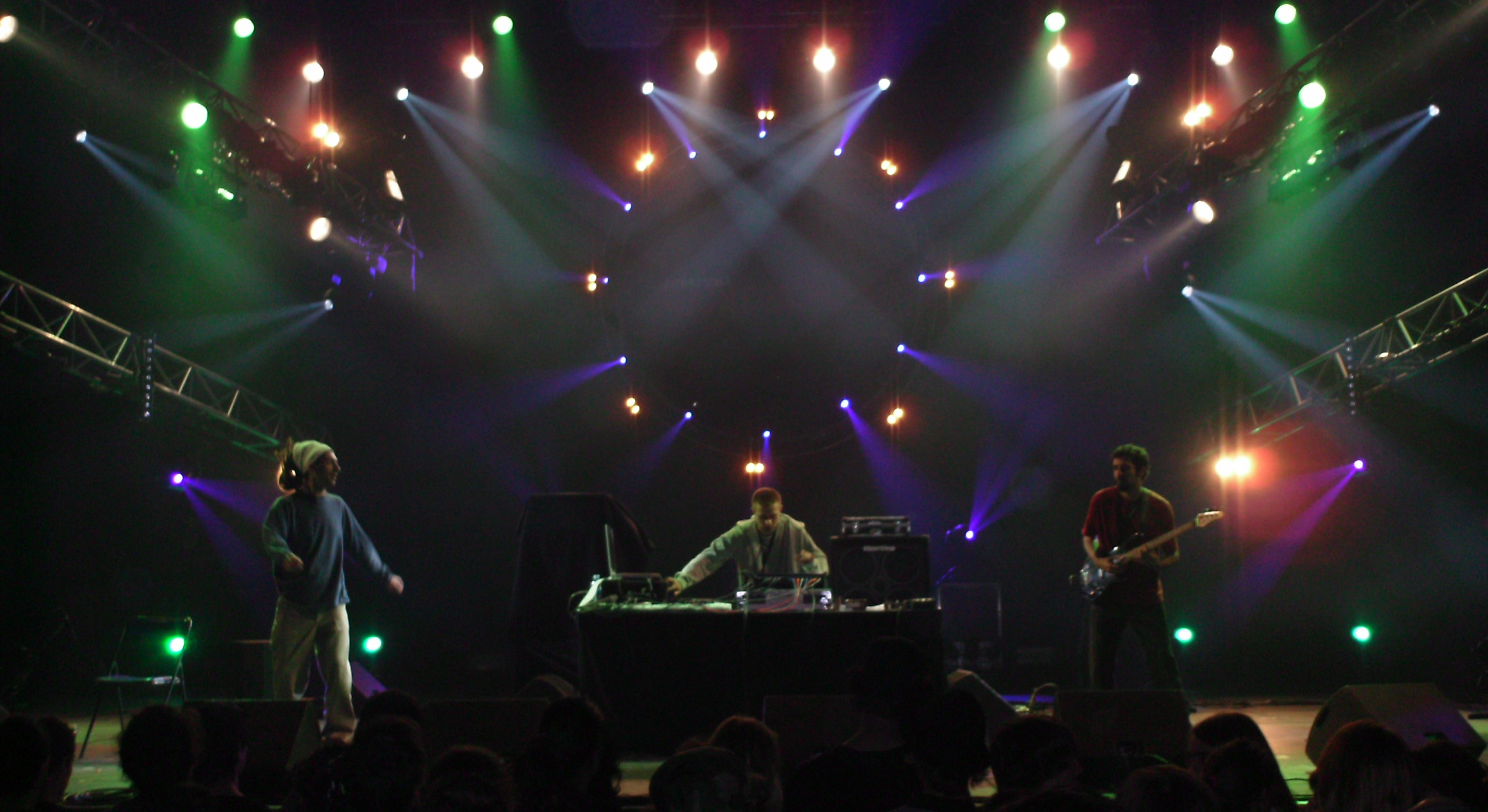
V. l. n. r.: MC Olivia, Kanka, Chris B

Kankas musikalische Karriere begann 1997 als Percussionist bei der französischen Reggaeband King Riddim. Durch sein selbstproduziertes Soloalbum Every Night's Dub... wurde 2003 das Pariser Label Hammerbass auf ihn aufmerksam und nahm ihn unter Vertrag. In der Folgezeit erschienen zunächst Stücke von Kanka auf französischen Dub-Kompilationen. 2004 beteiligte er sich erneut an einem Album von King Riddim. Seit 2005 bringt Kanka Soloalben heraus und blieb dem Hammerbass-Label dabei treu. 2010 brachte er unter dem Projektnamen Alek6 ein Dubstep-Album heraus. 2012 spielte er auf dem Vieilles Charrues Festival, dem größten französischen Musikfestival. 2012 und 2016 trat er auf dem Dour Festival auf.

## Stil
Kanka ist im Dub-Subgenre Dub Stepper beheimatet. Er gibt britischen und jamaikanischen Dub als Vorbilder an. Live tritt Kanka mit dem Sänger MC Olivia, dem Techno-DJ Chris B am Bass sowie weiteren Gastmusikern auf. Er ist Multiinstrumentalist; neben Keyboards und Synthesizern spielt er auch Schlagzeug und Bass. In einem Review des Albums Watch Your Step des Dub-Magazins Dubmassive wurden Kankas Stücke als „schwere, konsistente Kompositionen“ mit „vernichtenden Basslinien“ bezeichnet.

## Diskographie

### Mit King Riddim
- 2000: La Jungle (Act)
- 2004: Positif (Nocturne)

### Soloalben
- 2003: Every Night's Dub... (Eigenverlag)
- 2005: Don't Stop Dub (Hammerbass)
- 2006: Alert (Hammerbass)
- 2009: Sub.Mersion (Hammerbass)
- 2011: Dub Communication (Hammerbass)
- 2014: Watch Your Step (Dubalistik Records)
- 2015: Abracadabra (Chapter 1) (Original Dub Gathering)
- 2016: Cool It (Original Dub Gathering)
- 2018: Interaction (Original Dub Gathering)
- 2020: Abracadabra (Chapter 2) (Original Dub Gathering)
- 2021: My Bubble (ODGProd)

### Als Alek6
- 2010: Inside (Hammerbass)